# Discografia de Kiss

## Discografia

### Álbuns de estúdio
| Ano  | Nome | Posições | Posições | Posições | Posições | Posições | Posições | Posições | Certificações (vendas)                              |
| Ano  | Nome | US       | CAN      | AUS      | UK       | NOR      | SWE      | GER      | Certificações (vendas)                              |
| ---- | --- | -------- | -------- | -------- | -------- | -------- | -------- | -------- | --------------------------------------------------- |
| 1974 | Kiss - Lançamento: 18 de Fevereiro de 1974 - Gravadora: Casablanca Records (#7001) - Formatos: CD, LP                                  | 87       | 82       | —        | —        | —        | —        | —        | - US: Ouro - CAN: Ouro                              |
| 1974 | Hotter Than Hell - Lançamento: 22 de Outubro de 1974 - Gravadora: Casablanca Records (#7006) - Formatos: CD, LP                        | 100      | 91       | 98       | —        | —        | —        | —        | - US: Ouro                                          |
| 1975 | Dressed to Kill - Lançamento: 19 de Março de 1975 - Gravadora: Casablanca Records (#7016) - Formatos: CD, LP                           | 32       | 26       | —        | —        | —        | —        | —        | - US: Ouro                                          |
| 1976 | Destroyer - Lançamento: 15 de Março de 1976 - Gravadora: Casablanca Records (#7025) - Formatos: CD, LP                                 | 11       | 6        | 6        | 22       | —        | 4        | 36       | - US: 2× Platina                                    |
| 1976 | Rock and Roll Over - Lançamento: 11 de Novembro de 1976 - Gravadora: Casablanca Records (#7037) - Formatos: CD, LP                     | 11       | 7        | 16       | —        | —        | 9        | 39       | - US: Platina                                       |
| 1977 | Love Gun - Lançamento: 30 de Junho 1977 - Gravadora: Casablanca Records (#7057) - Formatos: CD, LP                                     | 4        | 3        | 13       | —        | —        | 6        | 18       | - US: Platina                                       |
| 1979 | Dynasty - Lançamento: 23 de Maio de 1979 - Gravadora: Casablanca Records (#7152) - Formatos: CD, LP                                    | 9        | 6        | 2        | 50       | 34       | 17       | 8        | - US: Platina - CAN: 2× Platina                     |
| 1980 | Unmasked - Lançamento: 20 de Maio de 1980 - Gravadora: Casablanca Records (#7225) - Formatos: CD, LP                                   | 35       | 12       | 3        | 48       | 1        | 17       | 4        | - US: Ouro - CAN: Ouro                              |
| 1981 | Music from "The Elder" - Lançamento: 16 de Novembro de 1981 - Gravadora: Casablanca Records (#7261) - Formatos: CD, LP                 | 75       | —        | 11       | 51       | —        | 19       | 10       | - US: +490,000                                      |
| 1982 | Creatures of the Night - Lançamento: 13 de Outubro de 1982 - Gravadora: Casablanca Records (#7270) - Formatos: CD, LP                  | 45       | —        | 33       | 22       | 31       | 22       | 42       | - US: Ouro - BRA: Ouro                              |
| 1983 | Lick It Up - Lançamento: 18 de Setembro de 1983 - Gravadora: Casablanca Records(#814-297-1) - Formatos: CD, LP                         | 24       | 46       | 36       | 7        | 7        | 3        | 18       | - US: Platina - CAN: Ouro                           |
| 1984 | Animalize - Lançamento: 13 de Setembro de 1984 - Gravadora: Mercury Records (#822-495-1) - Formatos: CD, LP                            | 19       | 58       | 40       | 11       | 14       | 8        | 25       | - US: Platina - FIN: Ouro - CAN: Platina            |
| 1985 | Asylum - Lançamento: 16 de Setembro de 1985 - Gravadora: Mercury Records (#826-099-1) - Formatos: CD, LP                               | 20       | 54       | 89       | 12       | 11       | 3        | 43       | - US: Ouro - CAN: Ouro                              |
| 1987 | Crazy Nights - Lançamento: 18 de Setembro de 1987 - Gravadora: Mercury Records (#832-626-1) - Formatos: CD, LP                         | 18       | 21       | 24       | 4        | 8        | 11       | —        | - US: Platina - UK: Ouro - FIN: Ouro - CAN: Platina |
| 1989 | Hot in the Shade - Lançamento: 17 de Outubro de 1989 - Gravadora: Mercury Records (#838-913-1) - Formatos: CD, LP                      | 29       | 46       | 36       | 35       | 8        | 29       | —        | - US: Ouro - CAN: Platina                           |
| 1992 | Revenge - Lançamento: 19 de Maio de 1992 - Gravadora: Mercury Records (#848-037-1) - Formatos: CD, LP                                  | 6        | 11       | 5        | 10       | 4        | 10       | 16       | - US: Ouro - CAN: Ouro                              |
| 1997 | Carnival of Souls: The Final Sessions - Lançamento: 28 de Outubro de 1997 - Gravadora: Mercury Records (#536-323-2) - Formatos: CD, LP | 27       | —        | —        | —        | 23       | 29       | 36       | - US: +181,000                                      |
| 1998 | Psycho Circus - Lançamento: 22 de Setembro 1998 - Gravadora: Mercury Records (#558-992-2) - Formatos: CD, LP                           | 3        | 2        | 1        | 47       | 4        | 1        | 5        | - US: Ouro - CAN: Ouro - SWE: Ouro                  |
| 2009 | Sonic Boom - Lançamento: 06 de Outubro de 2009 - Gravadora: Kiss Records (#2009-01) - Formatos: CD, LP                                 | 2        | 2        | 22       | 24       | 2        | 3        | 4        | - US: +294,000                                      |
| 2012 | Monster - Lançamento: 09 de Outubro de 2012 - Gravadora: Universal Music Group - Formatos: CD, LP                                      | 3        | —        | 7        | 21       | 2        | 4        | 6        |                                                     |

### Álbuns solo de 78
| Ano  | Nome | Posições | Posições | Posições | Posições | Posições | Posições | Posições | Certificações (Vendas)    |
| Ano  | Nome | US       | CAN      | AUS      | UK       | NOR      | SWE      | GER      | Certificações (Vendas)    |
| ---- | --- | -------- | -------- | -------- | -------- | -------- | -------- | -------- | ------------------------- |
| 1978 | Paul Stanley - Lançamento: 18 de Setembro de 1978 - Gravadora: Casablanca Records (#LP-7123) - Formatos: CD, LP | 40       | 43       | —        | —        | —        | —        |          | - US: Platina - CAN: Ouro |
| 1978 | Ace Frehley - Lançamento: 18 de Setembro de 1978 - Gravadora: Casablanca Records (#LP-7121) - Formatos: CD, LP  | 26       | 34       | —        | —        | —        | —        |          | - US: Platina - CAN: Ouro |
| 1978 | Gene Simmons - Lançamento: 18 de Setembro de 1978 - Gravadora: Casablanca Records (#LP-7120) - Formatos: CD, LP | 22       | 21       | —        | —        | —        | —        |          | - US: Platina - CAN: Ouro |
| 1978 | Peter Criss - Lançamento: 18 de Setembro de 1978 - Gravadora: Casablanca Records (#LP-7122) - Formatos: CD, LP  | 43       | 52       | —        | —        | —        | —        |          | - US: Platina - CAN: Ouro |

### Álbuns ao vivo
| Ano  | Nome | Posições | Posições | Posições | Posições | Posições | Posições | Posições | Certificações (Vendas)          |
| Ano  | Nome | US       | CAN      | AUS      | UK       | NOR      | SWE      | GER      | Certificações (Vendas)          |
| ---- | --- | -------- | -------- | -------- | -------- | -------- | -------- | -------- | ------------------------------- |
| 1975 | Alive! - Lançamento: 10 de Setembro de 1975 - Gravadora: Casablanca Records (#LP-7020) - Formatos: CD, LP                          | 9        | 3        | 13       | 49       | 31       | 22       | —        | - US: Ouro - CAN: Ouro          |
| 1977 | Alive II - Lançamento: 14 de Outubro 1977 - Gravadora: Casablanca Records (#LP-7076) - Formatos: CD, LP                            | 7        | 5        | 17       | 60       | —        | 28       | —        | - US: 2× Platina - CAN: Platina |
| 1993 | Alive III - Lançamento: 18 de Maio de 1993 - Gravadora: Mercury Records (#514-777-2) - Formatos: CD, LP                            | 9        | 9        | 14       | 24       | 15       | 20       | 57       | - US: Ouro - CAN: Ouro          |
| 1996 | Kiss Unplugged - Lançamento: 12 de Março de 1996 - Gravadora: Mercury Records (#528-950-1) - Formatos: CD                          | 15       | —        | 4        | 74       | 9        | 5        | 47       | - US: Ouro - ARG: Ouro          |
| 1996 | You Wanted the Best, You Got the Best!! - Lançamento: 25 de Junho de 1996 - Garvadora: Mercury Records (#532-741-1) - Formatos: CD | 17       | —        | 26       | —        | 29       | 25       | —        | - US: Ouro                      |
| 2003 | Kiss Symphony: Alive IV - Lançamento: 22 de Julho de 2003 - Gravadora: Sanctuary Records (#06076-84624-2) - Formatos: CD, LP       | 18       | —        | 14       | —        | 5        | 23       | 15       | - CAN: Ouro - US: +137,000      |
| 2006 | Alive! The Millennium Concert - Lançamento: 21 de Novembro de 2006 - Gravadora: Universal Music Group (#0007586-02) - Formatos: CD | 167      | —        | —        | —        | —        | —        | —        | - US: +49,000                   |

### Álbuns de turnê ao vivo
| Ano        | Nome                                                                                                   | Posições | Posições | Posições | Posições | Posições | Posições | Posições | Certificações (Vendas) |
| Ano        | Nome                                                                                                   | US       | CAN      | AUS      | UK       | NOR      | SWE      | GER      | Certificações (Vendas) |
| ---------- | --- | -------- | -------- | -------- | -------- | -------- | -------- | -------- | ---------------------- |
| 2004       | Kiss Instant Live - Lançamento: 2004 - Gravadora: Clear Channel Entertainment - Formatos: CD           | —        | —        | —        | —        | —        | —        | —        |                        |
| 2008– 2009 | Kiss Alive 35 - Lançamento: 2008-2009 - Gravadora: Clear Channel Entertainment - Formatos: CD          | —        | —        | —        | —        | —        | —        | —        |                        |
| 2010       | Kiss Sonic Boom Over Europe - Lançamento: 2010 - Gravadora: Clear Channel Entertainment - Formatos: CD | —        | —        | —        | —        | —        | —        | —        |                        |

### Coletâneas
| Ano  | Nome | Posições | Posições | Posições | Posições | Posições | Posições | Posições | Certificações (vendas)                                | Músicas novas |
| Ano  | Nome | US       | CAN      | AUS      | UK       | NOR      | SWE      | GER      | Certificações (vendas)                                | Músicas novas |
| ---- | --- | -------- | -------- | -------- | -------- | -------- | -------- | -------- | ----------------------------------------------------- | ------------- |
| 1978 | Double Platinum - Lançamento: 2 de Abril de 1978 - Gravadora: Casablanca Records (#LP-7100) - Formatos: CD, LP                                            | 22       | 15       | 17       | —        | —        | —        | —        | - US: Platina - CAN: Ouro                             | Sim           |
| 1982 | Killers - Lançamento: 15 de Junho 1982 - Gravadora: Phonogram Records (#6302-193) - Formatos: CD, LP                                                      | —        | —        | 21       | —        | 6        | 41       | 28       | - US: +15,000                                         | Sim           |
| 1988 | Chikara (lançado somente no Japão) - Lançamento: 25 de Maio de 1988 - Gravadora: Polystar (#P30R-20008) - Formatos: CD, LP                                | —        | —        | —        | —        | —        | —        | —        |                                                       | Sim           |
| 1988 | Smashes, Thrashes & Hits - Lançamento: 15 de Novembro de 1988 - Gravadora: Mercury Records (#836-427-1) - Formatos: CD, LP                                | 21       | —        | 43       | 62       | 13       | 30       | —        | - US: 2× Platina - CAN: Platina                       | Sim           |
| 1997 | Greatest Kiss - Lançamento: 8 de Abril de 1997 - Gravadora: Mercury Records (#534-299-2) - Formatos: CD                                                   | 77       | —        | 11       | 58       | 25       | 3        | 64       | - ARG: Ouro - SWE: Ouro - AUS: Platina - US: +413,000 | Sim           |
| 2002 | The Very Best of Kiss - Lançamento: 27 de Agosto de 2002 - Gravadora: Mercury Records (#440 063 122-2) - Formatos: CD                                     | 52       | —        | —        | —        | 16       | 30       | 80       | - ARG: Ouro - US: +739,000                            | Não           |
| 2003 | The Best of Kiss: The Millennium Collection - Lançamento: 5 de Agosto de 2003 - Gravadora: Universal Music Group (#0000827-02) - Formatos: CD             | 132      | —        | —        | —        | —        | —        | —        | - US: +397,000                                        | Não           |
| 2004 | The Best of Kiss, Volume 2: The Millennium Collection - Lançamento: 15 de Junho de 2004 - Gravadora: Universal Music Group (#0002549-02) - Formatos: CD   | —        | —        | —        | —        | —        | —        | —        | - US: +97,000                                         | Não           |
| 2005 | Gold - Lançamento: 11 de Janeiro de 2005 - Gravadora: Universal Music Group (#6-02498-63154-2) - Formatos: CD                                             | —        | —        | —        | —        | —        | —        | —        | - US: +149,000                                        | Não           |
| 2006 | The Best of Kiss, Volume 3: The Millennium Collection - Lançamento: 10 de Outubro de 2006 - Gravadora: Universal Music Group (#0007332-02) - Formatos: CD | —        | —        | —        | —        | —        | —        | —        | - US: +11,000                                         | Não           |
| 2008 | Jigoku-Retsuden - Lançamento: 27 de Agosto de 2008 - Gravadora: Sony BMG (#58) - Formatos: CD                                                             | —        | —        | —        | —        | —        | —        | —        |                                                       | Sim           |

### Box
| Ano  | Nome | Posições | Posições | Posições | Posições | Posições | Posições | Posições | Certificações (vendas) | Músicas novas |
| Ano  | Nome | US       | CAN      | AUS      | UK       | NOR      | SWE      | GER      | Certificações (vendas) | Músicas novas |
| ---- | --- | -------- | -------- | -------- | -------- | -------- | -------- | -------- | ---------------------- | ------------- |
| 1976 | The Originals - Lançamento: 21 de Julho de 1976 - Gravadora: Casablanca Records (#LP-7032-3) - Formatos: LP                   | 36       | —        | —        | —        | —        | —        | —        |                        | Não           |
| 2001 | The Box Set - Lançamento: 20 de Novembro 2001 - Gravadora: Mercury Records (#586 561-2) - Formatos: CD                        | 128      | —        | —        | —        | —        | —        | —        | - US: Ouro             | Sim           |
| 2005 | Kiss Chronicles: 3 Classic Albums - Lançamento: 21 de Junho de 2005 - Gravadora: Mercury Records (#0004654-02) - Formatos: CD | —        | —        | —        | —        | —        | —        | —        | - US: +10,000          | Não           |
| 2006 | Kiss Alive! 1975–2000 - Lançamento: 21 de Novembro de 2006 - Gravadora: Mercury Records (#0007586-02) - Formatos: CD          | 167      | —        | —        | —        | —        | —        | —        | - US: +49,000          | Sim           |
| 2008 | Ikons - Lançamento: 21 de Outubro de 2008 - Gravadora: Universal Music Group (#001189802) - Formatos: CD                      | —        | —        | —        | —        | —        | 42       | —        | - US: +13,000          | Não           |